# Too Much Heaven
Singles de Bee Gees
More Than a Woman
(1978) Tragedy
(1979)
Too Much Heaven est une chanson écrite et interprétée par les Bee Gees pour le concert caritatif Music for UNICEF Concert (en), le 6 janvier 1979. Tous les bénéfices liés au droit d'auteur de cette chanson sont reversés à l'UNICEF. Figurant également sur l'album Spirits Having Flown, qui sort en février de la même année, cette ballade caractérisée par la voix de fausset de Barry Gibb se classe no 1 des ventes dans de nombreux pays, en particulier aux États-Unis.